# Сільські поселення Росії
Нижче подано перелік сільських поселень Росії, розподілених за суб'єктами федерації.
Станом на 1 січня 2021 року у Росії нараховується 16248 сільських поселень, які можуть входити до складу лише муніципальних районів.
Сільські поселення повністю відсутні у Калінінградській, Магаданській, Московській та Сахалінській областях, Ставропольському краї та Удмуртії, так як усі їхні муніципальні райони були перетворені в муніципальні чи міські округи, а згідно із законодавством останні не можуть поділятись на міські чи сільські поселення.

## Алтайський край
Алейський район
1. Алейська сільська рада
2. Безголосовська сільська рада
3. Большепанюшевська сільська рада
4. Боровська сільська рада
5. Дружбинська сільська рада
6. Дубровська сільська рада
7. Завітоільїчівська сільська рада
8. Кашинська сільська рада
9. Кіровська сільська рада
10. Малиновська сільська рада
11. Моховська сільська рада
12. Осколковська сільська рада
13. Плотавська сільська рада
14. Савинська сільська рада
15. Совхозна сільська рада
16. Урюпінська сільська рада
17. Фрунзенська сільська рада
18. Чапаєвська сільська рада
19. Червонопартизанська сільська рада
20. Александровська сільська рада (2003—2013)
21. Ветьольська сільська рада (2003—2013)
22. Кабаковська сільська рада (2003—2013)

Алтайський район
1. Айська сільська рада
2. Алтайська сільська рада
3. Білівська сільська рада
4. Куяганська сільська рада
5. Куячинська сільська рада
6. Макар'євська сільська рада
7. Нижньокаменська сільська рада
8. Пролетарська сільська рада
9. Розсошинська сільська рада
10. Старобілокуріхинська сільська рада

Баєвський район
1. Баєвська сільська рада
2. Верх-Пайвинська сільська рада
3. Верх-Чуманська сільська рада
4. Нижньочуманська сільська рада
5. Паклінська сільська рада
6. Плотавська сільська рада
7. Прослаухинська сільська рада
8. Ситниковська сільська рада
9. Нижньопайвинська сільська рада (2003—2015)

Бистроістоцький район
1. Акутіхинська сільська рада
2. Бистроістоцька сільська рада
3. Верх-Ануйська сільська рада
4. Верх-Озернинська сільська рада
5. Новопокровська сільська рада
6. Приобська сільська рада
7. Усть-Ануйська сільська рада
8. Хліборобна сільська рада
9. Солдатовська сільська рада (2010—2011)

Бійський район
1. Большеугреньовська сільська рада
2. Верх-Бехтемірська сільська рада
3. Верх-Катунська сільська рада
4. Єнісейська сільська рада
5. Зоринська сільська рада
6. Калінінська сільська рада
7. Лісна сільська рада
8. Малоєнісейська сільська рада
9. Малоугреньовська сільська рада
10. Новиковська сільська рада
11. Первомайська сільська рада
12. Світлоозерська сільська рада
13. Сростинська сільська рада
14. Усятська сільська рада
15. Шебалінська сільська рада

Благовіщенський район
1. Алексієвська сільська рада
2. Гляденська сільська рада
3. Леньківська сільська рада
4. Нижньокучуцька сільська рада
5. Ніколаєвська сільська рада
6. Новокулундінська сільська рада
7. Орлеанська сільська рада
8. Суворовська сільська рада
9. Шимолінська сільська рада
10. Яготінська сільська рада

Бурлинський район
1. Бурлинська сільська рада
2. Михайловська сільська рада
3. Новоандрієвська сільська рада
4. Новопіщанська сільська рада
5. Новосельська сільська рада
6. Оріховська сільська рада
7. Партизанська сільська рада
8. Рожковська сільська рада
9. Устьянська сільська рада
10. Асямовська сільська рада (2003—2011)
11. Майська сільська рада (2003—2011)

Волчихинський район
1. Березовська сільська рада
2. Бор-Форпостівська сільська рада
3. Волчихинська сільська рада
4. Востровська сільська рада
5. Комінтернівська сільська рада
6. Малишево-Логівська сільська рада
7. Новокорміхинська сільська рада
8. П'ятковологівська сільська рада
9. Селіверстовська сільська рада
10. Солоновська сільська рада
11. Усть-Волчихинська сільська рада
12. Правдинська сільська рада (2003—2011)
13. Приборовська сільська рада (2003—2011)

Єгор'євський район
1. Кругло-Семенцівська сільська рада
2. Леб'яжинська сільська рада
3. Малошовковниківська сільська рада
4. Новоєгор'євська сільська рада
5. Первомайська сільська рада
6. Сростинська сільська рада
7. Тітовська сільська рада
8. Шубинська сільська рада

Єльцовський район
1. Верх-Ненинська сільська рада
2. Єльцовська сільська рада
3. Мартиновська сільська рада
4. Новокаменська сільська рада
5. Пуштулімська сільська рада
6. Черемшанська сільська рада
7. Послідниковська сільська рада (2003—2011)

Зав'яловський район
1. Гільовська сільська рада
2. Глибоківська сільська рада
3. Гоноховська сільська рада
4. Зав'яловська сільська рада
5. Комишенська сільська рада
6. Малиновська сільська рада
7. Овечкинська сільська рада
8. Світлівська сільська рада
9. Тумановська сільська рада
10. Харитоновська сільська рада
11. Чернавська сільська рада
12. Чистоозерська сільська рада

Залісовський район (1924—2022)
1. Великокалтайська сільська рада (2003—2022)
2. Борисовська сільська рада (2003—2022)
3. Думчевська сільська рада (2003—2022)
4. Залісовська сільська рада (2003—2022)
5. Кордонська сільська рада (2003—2022)
6. Пещерська сільська рада (2003—2022)
7. Тундріхинська сільська рада (2003—2022)
8. Черьомушкинська сільська рада (2003—2022)
9. Шатуновська сільська рада (2003—2022)

Зміїногорський район
1. Барановська сільська рада
2. Карамишевська сільська рада
3. Кузьминська сільська рада
4. Октябрська сільська рада
5. Саввушинська сільська рада
6. Таловська сільська рада
7. Черепановська сільська рада
8. Нікольська сільська рада (2003—2019)

Зональний район
1. Буланіхинська сільська рада
2. Зональна сільська рада
3. Луговська сільська рада
4. Новочемровська сільська рада
5. Октябрська сільська рада
6. Плешковська сільська рада
7. Соколовська сільська рада
8. Чемровська сільська рада
9. Шубьонська сільська рада

Зоринський район
1. Аламбайська сільська рада
2. Верх-Комишенська сільська рада
3. Воскресенська сільська рада
4. Голухинська сільська рада
5. Гоношихинська сільська рада
6. Гришинська сільська рада
7. Жуланіхинська сільська рада
8. Зиряновська сільська рада
9. Комарська сільська рада
10. Новодрачонінська сільська рада
11. Новозиряновська сільська рада
12. Новокопиловська сільська рада
13. Новоманошкінська сільська рада
14. Смазневська сільська рада
15. Сосновська сільська рада
16. Стародрачонінська сільська рада
17. Тягунська сільська рада
18. Хмельовська сільська рада
19. Шпагинська сільська рада
20. Яновська сільська рада
21. Смирновська сільська рада (2003—2007)

Калманський район
1. Бурановська сільська рада
2. Зимарівська сільська рада
3. Калістратіхинська сільська рада
4. Калманська сільська рада
5. Кубанська сільська рада
6. Новоромановська сільська рада
7. Обська сільська рада
8. Усть-Алейська сільська рада
9. Шадрінська сільська рада
10. Шиловська сільська рада

Каменський район
1. Аллацька сільська рада
2. Верх-Аллацька сільська рада
3. Гоноховська сільська рада
4. Корниловська сільська рада
5. Новоярківська сільська рада
6. Плотниковська сільська рада
7. Попереченська сільська рада
8. Приміська сільська рада
9. Рибинська сільська рада
10. Столбовська сільська рада
11. Телеутська сільська рада
12. Толстовська сільська рада
13. Філіпповська сільська рада

Китмановський район
1. Дмитро-Тітовська сільська рада
2. Китмановська сільська рада
3. Новотарабинська сільська рада
4. Октябрська сільська рада
5. Порошинська сільська рада
6. Семено-Красіловська сільська рада
7. Сунгайська сільська рада
8. Тягунська сільська рада
9. Тяхтинська сільська рада
10. Червовська сільська рада
11. Зарічна сільська рада (2003—2010)
12. Отрадненська сільська рада (2003—2011)
13. Петрушихинська сільська рада (2003—2011)
14. Сосново-Логівська сільська рада (2003—2011)
15. Черкасовська сільська рада (2003—2009)

Ключівський район
1. Васильчуківська сільська рада
2. Зеленополянська сільська рада
3. Істіміська сільська рада
4. Каїпська сільська рада
5. Ключівська сільська рада
6. Новополтавська сільська рада
7. Новоцілинна сільська рада
8. Петухівська сільська рада
9. Покровська сільська рада
10. Сєверська сільська рада
11. Марковська сільська рада (2003—2014)
12. Платовська сільська рада (2003—2010)

Косіхинський район
1. Баюновська сільська рада
2. Верх-Жилинська сільська рада
3. Глушинська сільська рада
4. Каркавінська сільська рада
5. Контошинська сільська рада
6. Косіхинська сільська рада
7. Лосіхинська сільська рада
8. Малаховська сільська рада
9. Налобіхинська сільська рада
10. Плотниковська сільська рада
11. Полковниковська сільська рада
12. Верх-Бобровська сільська рада (2003—2010)
13. Романовська сільська рада (2003—2011)

Красногорський район
1. Березовська сільська рада
2. Бистрянська сільська рада
3. Красногорська сільська рада
4. Новозиковська сільська рада
5. Новоталівська сільська рада
6. Соусканіхинська сільська рада
7. Усть-Ішинська сільська рада
8. Усть-Кажинська сільська рада
9. Калташинська сільська рада (2003—2004)

Краснощоковський район
1. Акимовська сільська рада
2. Березовська сільська рада
3. Верх-Комишенська сільська рада
4. Карповська сільська рада
5. Краснощоковська сільська рада
6. Мараліхинська сільська рада
7. Новошипуновська сільська рада
8. Суєтська сільська рада
9. Усть-Білівська сільська рада
10. Усть-Козлухинська сільська рада
11. Усть-Пустинська сільська рада
12. Харловська сільська рада
13. Чинетинська сільська рада
14. Куйбишевська сільська рада (2003—2015)

Крутіхинський район
1. Боровська сільська рада
2. Волчно-Бурлінська сільська рада
3. Долганська сільська рада
4. Заковряшинська сільська рада
5. Крутіхинська сільська рада
6. Маловолчанська сільська рада
7. Новодубровська сільська рада
8. Підборна сільська рада
9. Приганська сільська рада

Кулундинський район
1. Ананьєвська сільська рада
2. Воздвиженська сільська рада
3. Златополинська сільська рада
4. Константиновська сільська рада
5. Кулундинська сільська рада
6. Курська сільська рада
7. Мірабілітська сільська рада
8. Октябрська сільська рада
9. Семеновська сільська рада

Кур'їнський район
1. Бугришихинська сільська рада
2. Івановська сільська рада
3. Казанцевська сільська рада
4. Коливанська сільська рада
5. Краснознаменська сільська рада
6. Кузнецовська сільська рада
7. Кур'їнська сільська рада
8. Новофірсовська сільська рада
9. Трусовська сільська рада
10. Усть-Таловська сільська рада

Локтівський район
1. Александровська сільська рада
2. Георгієвська сільська рада
3. Гільовська сільська рада
4. Другокаменська сільська рада
5. Єрмошихинська сільська рада
6. Золотухинська сільська рада
7. Кіровська сільська рада
8. Локтівська сільська рада
9. Масальська сільська рада
10. Ніколаєвська сільська рада
11. Новенська сільська рада
12. Новомихайловська сільська рада
13. Покровська сільська рада
14. Ремовська сільська рада
15. Самарська сільська рада
16. Успенська сільська рада
17. Устьянська сільська рада

Мамонтовський район
1. Буканська сільська рада
2. Гришенська сільська рада
3. Кадниковська сільська рада
4. Комсомольська сільська рада
5. Корчинська сільська рада
6. Костино-Логівська сільська рада
7. Крестьянська сільська рада
8. Мамонтовська сільська рада
9. Островнівська сільська рада
10. Покровська сільська рада
11. Сусловська сільська рада
12. Тімірязєвська сільська рада
13. Чорнокур'їнська сільська рада
14. Єрмачихинська сільська рада (2003—2013)
15. Малобутирська сільська рада (2003—2010)
16. Травнівська сільська рада (2003—2012)
17. Українська сільська рада (2003—2010)

Михайловський район
1. Ащегульська сільська рада
2. Бастанська сільська рада
3. Михайловська сільська рада
4. Назаровська сільська рада
5. Ніколаєвська сільська рада
6. Полуямська сільська рада
7. Рокитівська сільська рада

Німецький національний район
1. Гальбштадтська сільська рада
2. Гришковська сільська рада
3. Дегтярська сільська рада
4. Комишинська сільська рада
5. Кусацька сільська рада
6. Ніколаєвська сільська рада
7. Орловська сільська рада
8. Підсосновська сільська рада
9. Польовська сільська рада
10. Протасовська сільська рада
11. Рідкодубравська сільська рада
12. Шумановська сільська рада

Новичихинський район
1. Долговська сільська рада
2. Лобаніхинська сільська рада
3. Мельниковська сільська рада
4. Новичихинська сільська рада
5. Поломошенська сільська рада
6. Солоновська сільська рада
7. Токарьовська сільська рада
8. Десятилітська сільська рада (2003—2011)
9. Павловська сільська рада (2003—2011)

Павловський район
1. Арбузовська сільська рада
2. Бурановська сільська рада
3. Єлунінська сільська рада
4. Коливанська сільська рада
5. Комсомольська сільська рада
6. Леб'яжинська сільська рада
7. Новозоринська сільська рада
8. Павловська сільська рада
9. Павлозаводська сільська рада
10. Прутська сільська рада
11. Рогозіхинська сільська рада
12. Стуковська сільська рада
13. Черемнівська сільська рада
14. Чорноп'ятовська сільська рада
15. Шахівська сільська рада

Панкрушихинський район
1. Веліжанська сільська рада
2. Залізнична сільська рада
3. Зятьковська сільська рада
4. Кривинська сільська рада
5. Луковська сільська рада
6. Панкрушихинська сільська рада
7. Подойниковська сільська рада
8. Романовська сільська рада
9. Уриваєвська сільська рада
10. Високогривинська сільська рада (2003—2011)
11. Красноармійська сільська рада (2003—2011)

Первомайський район
1. Акуловська сільська рада
2. Баюновоключівська сільська рада
3. Березовська сільська рада
4. Бобровська сільська рада
5. Боровіхинська сільська рада
6. Жилинська сільська рада
7. Журавліхинська сільська рада
8. Зуділовська сільська рада
9. Логовська сільська рада
10. Новоберезовська сільська рада
11. Первомайська сільська рада
12. Поваліхинська сільська рада
13. Розсказіхинська сільська рада
14. Санниковська сільська рада
15. Сєверна сільська рада
16. Сибірська сільська рада
17. Солнечна сільська рада
18. Сорочелогівська сільська рада

Петропавловський район
1. Алексієвська сільська рада
2. Антоньєвська сільська рада
3. Зеленодольська сільська рада
4. Комишенська сільська рада
5. Ніколаєвська сільська рада
6. Новообінська сільська рада
7. Паутовська сільська рада
8. Петропавловська сільська рада
9. Солов'їхинська сільська рада
10. Солдатовська сільська рада (2003—2010)

Поспєлихинський район
1. 12 літ Октября сільська рада
2. Борківська сільська рада
3. Калмицько-Мисівська сільська рада
4. Клепечихинська сільська рада
5. Красноярська сільська рада
6. Мамонтовська сільська рада
7. Ніколаєвська сільська рада
8. Озимівська сільська рада
9. Поспєлихинська Центральна сільська рада
10. Поспіліхінська сільська рада
11. Червоноалтайська сільська рада

Ребріхинський район
1. Біловська сільська рада
2. Боровлянська сільська рада
3. Вороніхинська сільська рада
4. Зеленорощинська сільська рада
5. Зиминська сільська рада
6. Клочківська сільська рада
7. Пановська сільська рада
8. Плоскосемінська сільська рада
9. Підстепнівська сільська рада
10. Ребріхинська сільська рада
11. Рожнє-Логівська сільська рада
12. Станційно-Ребріхинська сільська рада
13. Усть-Мосіхинська сільська рада
14. Георгієвська сільська рада (2003—2014)
15. Куликовська сільська рада (2003—2015)
16. Шуміліхинська сільська рада (2003—2015)
17. Яснополянська сільська рада (2003—2019)

Родинський район
1. Зеленолугівська сільська рада
2. Каяушенська сільська рада
3. Кочкинська сільська рада
4. Мирненська сільська рада
5. Покровська сільська рада
6. Роздольненська сільська рада
7. Родинська сільська рада
8. Степнівська сільська рада
9. Степно-Кучуцька сільська рада
10. Центральна сільська рада
11. Шаталовська сільська рада
12. Ярослав-Логівська сільська рада
13. Вознесенська сільська рада (2003—2010)
14. Розумовська сільська рада (2003—2010)

Романовський район
1. Гільов-Логівська сільська рада
2. Грано-Маяківська сільська рада
3. Гуселітовська сільська рада
4. Дубровинська сільська рада
5. Закладинська сільська рада
6. Казанцевська сільська рада
7. Майська сільська рада
8. Мормишанська сільська рада
9. Розсвітівська сільська рада
10. Романовська сільська рада
11. Сидоровська сільська рада
12. Тамбовська сільська рада

Рубцовський район
1. Безрукавська сільська рада
2. Бобковська сільська рада
3. Великошовковниківська сільська рада
4. Веселоярська сільська рада
5. Вишньовська сільська рада
6. Дальня сільська рада
7. Куйбишевська сільська рада
8. Новоалександровська сільська рада
9. Новоніколаєвська сільська рада
10. Новоросійська сільська рада
11. Новосклюїхинська сільська рада
12. Половинкинська сільська рада
13. Рокитівська сільська рада
14. Рубцовська сільська рада
15. Самарська сільська рада
16. Саратовська сільська рада
17. Тишинська сільська рада

Славгородський район (1924—2011)
1. Знаменська сільська рада (2003—2011)
2. Максимовська сільська рада (2003—2011)
3. Нововознесенська сільська рада (2003—2011)
4. Покровська сільська рада (2003—2011)
5. Пригородна сільська рада (2003—2011)
6. Селекціонна сільська рада (2003—2011)
7. Семеновська сільська рада (2003—2011)
8. Славгородська сільська рада (2003—2011)

Смоленский район
1. Ануйська сільська рада
2. Верх-Обська сільська рада
3. Кіровська сільська рада
4. Ліньовська сільська рада
5. Новотиришкінська сільська рада
6. Сичовська сільська рада
7. Смоленська сільська рада
8. Солоновська сільська рада
9. Точилинська сільська рада
10. Первомайська сільська рада (2003—2011)
11. Чорновська сільська рада (2003—2010)

Совєтський район
1. Кокшинська сільська рада
2. Коловська сільська рада
3. Красноярська сільська рада
4. Нікольська сільська рада
5. Платовська сільська рада
6. Половинська сільська рада
7. Сетовська сільська рада
8. Совєтська сільська рада
9. Талицька сільська рада
10. Урожайна сільська рада
11. Шульгін-Лозька сільська рада
12. Шульгінська сільська рада

Солонешенський район
1. Березовська сільська рада
2. Карповська сільська рада
3. Лютаєвська сільська рада
4. Сибірячихинська сільська рада
5. Солонешенська сільська рада
6. Степна сільська рада
7. Тополинська сільська рада
8. Тумановська сільська рада

Солтонський район
1. Карабінська сільська рада
2. Макар'євська сільська рада
3. Ненінська сільська рада
4. Нижньоненінська сільська рада
5. Солтонська сільська рада
6. Сузопська сільська рада
7. Березовська сільська рада (2003—2010)
8. Кумандінська сільська рада (2003—2010)
9. Сайдипська сільська рада (2003—2011)

Суєтський район (1944—2022)
1. Александровська сільська рада (2003—2022)
2. Берегова сільська рада (2003—2011)
3. Боронська сільська рада (2003—2022)
4. Верх-Суєтська сільська рада (2003—2022)
5. Ільїчівська сільська рада (2003—2015)
6. Нижньосуєтська сільська рада (2003—2022)

Табунський район
1. Алтайська сільська рада
2. Большеромановська сільська рада
3. Лебединська сільська рада
4. Серебропольська сільська рада
5. Табунська сільська рада
6. Білозерська сільська рада (2003—2015)
7. Гранична сільська рада (2003—2011)

Тальменський район
1. Анисимовська сільська рада
2. Зайцевська сільська рада
3. Казанцевська сільська рада
4. Кашкарагаїхинська сільська рада
5. Курочкинська сільська рада
6. Ларічихинська сільська рада
7. Луговська сільська рада
8. Лушниковська сільська рада
9. Новоозерська сільська рада
10. Новоперуновська сільська рада
11. Новотроїцька сільська рада
12. Озерська сільська рада
13. Річкуновська сільська рада
14. Середньосибірська сільська рада
15. Староперуновська сільська рада
16. Шадрінцевська сільська рада
17. Шишкинська сільська рада
18. Забродинська сільська рада (2003—2011)
19. Загайновська сільська рада (2003—2011)

Тогульський район
1. Антипинська сільська рада
2. Новоіушинська сільська рада
3. Старотогульська сільська рада
4. Тогульська сільська рада
5. Топтушинська сільська рада
6. Верх-Коптельська сільська рада (2003—2010)
7. Уксунайська сільська рада (2003—2010)
8. Шуміхинська сільська рада (2003—2008)

Топчихинський район
1. Білояровська сільська рада
2. Володарська сільська рада
3. Зиминська сільська рада
4. Кіровська сільська рада
5. Ключівська сільська рада
6. Красноярська сільська рада
7. Макар'євська сільська рада
8. Парфьоновська сільська рада
9. Переясловська сільська рада
10. Побєдимська сільська рада
11. Покровська сільська рада
12. Сидоровська сільська рада
13. Топчихинська сільська рада
14. Фунтиківська сільська рада
15. Хабазінська сільська рада
16. Чаузовська сільська рада
17. Чистюнська сільська рада
18. Листвянська сільська рада (2003—2011)

Третьяковський район
1. Єкатерининська сільська рада
2. Корболіхинська сільська рада
3. Новоалейська сільська рада
4. Первокаменська сільська рада
5. Плосківська сільська рада
6. Садова сільська рада
7. Староалейська сільська рада
8. Третьяковська сільська рада
9. Шипуніхинська сільська рада
10. Михайловська сільська рада (2003—2010)
11. Первомайська сільська рада (2003—2010)

Троїцький район
1. Біловська сільська рада
2. Боровлянська сільська рада
3. Гордієвська сільська рада
4. Єрьоминська сільська рада
5. Заводська сільська рада
6. Зеленополянська сільська рада
7. Кіпешинська сільська рада
8. Петровська сільська рада
9. Троїцька сільська рада
10. Хайрюзовська сільська рада
11. Южаковська сільська рада
12. Горновська сільська рада (2003—2011)
13. Єльцовська сільська рада (2003—2011)
14. Загайновська сільська рада (2003—2010)
15. Новоєловська сільська рада (2003—2011)
16. Усть-Гавриловська сільська рада (2003—2011)

Тюменцевський район
1. Андроновська сільська рада
2. Березовська сільська рада
3. Вилковська сільська рада
4. Грязновська сільська рада
5. Заводська сільська рада
6. Ключівська сільська рада
7. Корольовська сільська рада
8. Мезенцевська сільська рада
9. Новокарповська сільська рада
10. Тюменцевська сільська рада
11. Уривська сільська рада
12. Черемшанська сільська рада
13. Шарчинська сільська рада
14. Юдіхинська сільська рада

Угловський район
1. Круглянська сільська рада
2. Лаптєвська сільська рада
3. Озерно-Кузнецовська сільська рада
4. Павловська сільська рада
5. Симоновська сільська рада
6. Тополинська сільська рада
7. Угловська сільська рада
8. Мирненська сільська рада (2003—2015)
9. Наумовська сільська рада (2003—2013)
10. Шадрухинська сільська рада (2003—2015)

Усть-Калманський район
1. Кабановська сільська рада
2. Михайловська сільська рада
3. Новобурановська сільська рада
4. Новокалманська сільська рада
5. Огнівська сільська рада
6. Пономарьовська сільська рада
7. Приозерна сільська рада
8. Усть-Калманська сільська рада
9. Чаришська сільська рада
10. Слюдянська сільська рада (2003—2010)
11. Усть-Комишенська сільська рада (2003—2010)

Усть-Пристанський район
1. Біловська сільська рада
2. Брусенцевська сільська рада
3. Вяткінська сільська рада
4. Єлбанська сільська рада
5. Клепиковська сільська рада
6. Коробейниковська сільська рада
7. Краснодарська сільська рада
8. Красноярська сільська рада
9. Нижньогусіхинська сільська рада
10. Нижньоозернинська сільська рада
11. Троїцька сільська рада
12. Усть-Пристанська сільська рада
13. Чеканіхинська сільська рада

Хабарський район
1. Зятьково-Річенська сільська рада
2. Коротояцька сільська рада
3. Мартовська сільська рада
4. Мічурінська сільська рада
5. Новоільїнська сільська рада
6. Плесо-Кур'їнська сільська рада
7. Свердловська сільська рада
8. Тополинська сільська рада
9. Утянська сільська радам
10. Хабарська сільська рада

Цілинний район
1. Бочкарівська сільська рада
2. Воєводська сільська рада
3. Дружбинська сільська рада
4. Єландинська сільська рада
5. Ложкинська сільська рада
6. Марушинська сільська рада
7. Овсянниковська сільська рада
8. Степно-Чумиська сільська рада
9. Сухо-Чемровська сільська рада
10. Хомутинська сільська рада
11. Цілинна сільська рада
12. Шалапська сільська рада
13. Верх-Марушинська сільська рада (2003—2011)
14. Поповичівська сільська рада (2003—2010)

Чаришський район (1924—2022)
1. Алексієвська сільська рада (2003—2022)
2. Березовська сільська рада (2003—2022)
3. Краснопартизанська сільська рада (2003—2022)
4. Малобащелацька сільська рада (2003—2022)
5. Мараліхинська сільська рада (2003—2022)
6. Маяцька сільська рада (2003—2022)
7. Сентелецька сільська рада (2003—2022)
8. Тулатинська сільська рада (2003—2022)
9. Чаришська сільська рада (2003—2022)

Шелаболіхинський район
1. Верх-Кучуцька сільська рада
2. Ільїнська сільська рада
3. Інська сільська рада
4. Кіпрінська сільська рада
5. Крутішинська сільська рада
6. Кучуцька сільська рада
7. Макаровська сільська рада
8. Новообінцевська сільська рада
9. Шелаболіхинська сільська рада
10. Омутська сільська рада (2003—2017)

Шипуновський район
1. Білоглазовська сільська рада
2. Бобровська сільська рада
3. Войковська сільська рада
4. Горьковська сільська рада
5. Єльцовська сільська рада
6. Зеркальська сільська рада
7. Ільїнська сільська рада
8. Комаріхинська сільська рада
9. Красноярівська сільська рада
10. Нечунаєвська сільська рада
11. Первомайська сільська рада
12. Порожненська сільська рада
13. Родинська сільська рада
14. Російська сільська рада
15. Самсоновська сільська рада
16. Тугозвоновська сільська рада
17. Урлаповська сільська рада
18. Хлопуновська сільська рада
19. Шипуновська сільська рада
20. Баталовська сільська рада (2003—2010)
21. Биковська сільська рада (2003—2011)
22. Кузнечихинська сільська рада (2003—2011)
23. Новоівановська сільська рада (2003—2010)

## Вологодська область
Бабушкінський район
1. Бабушкінське сільське поселення
2. Березниківське сільське поселення
3. Міньковське сільське поселення
4. Підболотне сільське поселення
5. Рослятінське сільське поселення
6. Тимановське сільське поселення
7. Дем'яновське сільське поселення (2004-2016)
8. Жубрінинське сільське поселення (2004-2009)
9. Ідське сільське поселення (2004-2015)
10. Логдузьке сільське поселення (2004-2015)
11. Юркинське сільське поселення (2004-2015)

Великоустюзький район
1. Верхньоварженське сільське поселення
2. Зарічне сільське поселення (з 2017)
3. Красавинське сільське поселення
4. Ломоватське сільське поселення
5. Мардензьке сільське поселення
6. Опоцьке сільське поселення
7. Орловське сільське поселення
8. Самотовінське сільське поселення
9. Теплогорське сільське поселення
10. Трегубовське сільське поселення
11. Усть-Алексієвське сільське поселення
12. Юдинське сільське поселення
13. Верхньошардензьке сільське поселення (2004-2017)
14. Вікторовське сільське поселення (2004-2009)
15. Нижньоєрогодське сільське поселення (2004-2017)
16. Нижньошардензьке сільське поселення (2004-2015)
17. Парфьоновське сільське поселення (2004-2017)
18. Покровське сільське поселення (2004-2017)
19. Стріленське сільське поселення (2004-2014)
20. Сусоловське сільське поселення (2004-2022)
21. Шемогодське сільське поселення (2004-2017)

Верховазький район
1. Верховазьке сільське поселення
2. Верхівське сільське поселення
3. Колензьке сільське поселення
4. Липецьке сільське поселення
5. Морозовське сільське поселення
6. Нижньо-Вазьке сільське поселення (з 2015)
7. Нижньокулойське сільське поселення
8. Чушевицьке сільське поселення
9. Шелотське сільське поселення
10. Верхньотермензьке сільське поселення (2004-2009)
11. Климушинське сільське поселення (2004-2015)
12. Наумовське сільське поселення (2004-2015)
13. Олюшинське сільське поселення (2004-2015)
14. Сибірське сільське поселення (2004-2017)
15. Термензьке сільське поселення (2004-2015)

Грязовецький район
1. Ком'янське сільське поселення
2. Перцевське сільське поселення
3. Ростиловське сільське поселення
4. Сидоровське сільське поселення
5. Юровське сільське поселення
6. Каменське сільське поселення (2004-2013)
7. Лезьке сільське поселення (2004-2009)
8. Плосківське сільське поселення (2004-2009)
9. Фроловське сільське поселення (2004-2009)

Кічменгсько-Городецький район
1. Городецьке сільське поселення
2. Єнанзьке сільське поселення
3. Кічмензьке сільське поселення
4. Верхньоєнтальське сільське поселення (2004-2013)
5. Захаровське сільське поселення (2004-2013)
6. Куриловське сільське поселення (2004-2013)
7. Плосківське сільське поселення (2004-2013)
8. Погоське сільське поселення (2004-2013)
9. Сараєвське сільське поселення (2004-2013)
10. Трофимовське сільське поселення (2004-2013)
11. Шестаковське сільське поселення (2004-2013)
12. Шонзьке сільське поселення (2004-2013)
13. Югське сільське поселення (2004-2013)

Міжріченський район
1. Ботановське сільське поселення
2. Старосільське сільське поселення
3. Сухонське сільське поселення
4. Туровецьке сільське поселення
5. Враговське сільське поселення (2004-2009)
6. Ноземське сільське поселення (2004-2009)
7. Хожаєвське сільське поселення (2004-2009)
8. Шейбухтовське сільське поселення (2004-2017)

Нікольський район
1. Аргуновське сільське поселення
2. Завразьке сільське поселення
3. Зеленцовське сільське поселення
4. Кемське сільське поселення (з 2013)
5. Краснополянське сільське поселення
6. Нікольське сільське поселення (з 2015)
7. Байдаровське сільське поселення (2004-2015)
8. Вахневське сільське поселення (2004-2015)
9. Верхньокемське сільське поселення (2004-2013)
10. Мілофановське сільське поселення (2004-2013)
11. Нижньокемське сільське поселення (2004-2013)
12. Нігінське сільське поселення (2004-2015)
13. Осиновське сільське поселення (2004-2013)
14. Пермаське сільське поселення (2004-2018)
15. Полежаєвське сільське поселення (2004-2013)
16. Теребаєвське сільське поселення (2004-2015)

Нюксенський район
1. Востровське сільське поселення
2. Городищенське сільське поселення
3. Ігмаське сільське поселення
4. Нюксенське сільське поселення
5. Бобровське сільське поселення (2004-2009)
6. Брусенське сільське поселення (2004-2009)
7. Брусноволовське сільське поселення (2004-2009)
8. Красавинське сільське поселення (2004-2009)
9. Уфтюзьке сільське поселення (2004-2009)

Тарногський район
1. Верховське сільське поселення
2. Забірське сільське поселення
3. Ілезське сільське поселення
4. Маркушевське сільське поселення
5. Спаське сільське поселення
6. Тарногське сільське поселення
7. Кокшензьке сільське поселення (2004-2009)
8. Озерецьке сільське поселення (2004-2009)
9. Шебеньгське сільське поселення (2004-2009)

Тотемський район
1. Великодворське сільське поселення
2. Калінінське сільське поселення
3. Мосеєвське сільське поселення
4. Погоріловське сільське поселення
5. П'ятовське сільське поселення
6. Толшменське сільське поселення
7. Вожбальське сільське поселення (2004-2015)
8. Медведовське сільське поселення (2004-2015)

## Забайкальський край
Агінський район
1. Амітхашинське сільське поселення
2. Будуланське сільське поселення
3. Гунейське сільське поселення
4. Кункурське сільське поселення
5. Південно-Аргалейське сільське поселення
6. Сахюртинське сільське поселення
7. Судунтуйське сільське поселення
8. Урда-Агинське сільське поселення
9. Хойто-Агинське сільське поселення
10. Цокто-Хангільське сільське поселення
11. Челутайське сільське поселення

Акшинський район
1. Акшинське сільське поселення
2. Битевське сільське поселення
3. Курулгинське сільське поселення
4. Могойтуйське сільське поселення
5. Нарасунське сільське поселення
6. Новокургатайське сільське поселення
7. Оройське сільське поселення
8. Тохторське сільське поселення
9. Убур-Тохторське сільське поселення
10. Улачинське сільське поселення
11. Урейське сільське поселення
12. Усть-Ілинське сільське поселення

Александрово-Заводський район
1. Александрово-Заводське сільське поселення
2. Бохтинське сільське поселення
3. Бутунтайське сільське поселення
4. Кузнецовське сільське поселення
5. Манкечурське сільське поселення
6. Маньковське сільське поселення
7. Ніколаєвське сільське поселення
8. Ново-Акатуйське сільське поселення
9. Онон-Борзинське сільське поселення
10. Першококуйське сільське поселення
11. Савво-Борзинське сільське поселення
12. Чиндагатайське сільське поселення
13. Шаранчинське сільське поселення
14. Васильєвсько-Хуторське сільське поселення (2004—2011)
15. Другококуйське сільське поселення (2004—2011)
16. Краснояровське сільське поселення (2004—2011)
17. Кутугайське сільське поселення (2004—2011)
18. Мулінське сільське поселення (2004—2011)
19. Шаринське сільське поселення (2004—2011)

Балейський район
1. Жидкинське сільське поселення
2. Козаковське сільське поселення
3. Матусовське сільське поселення
4. Нижньогірюнінське сільське поселення
5. Нижньоільдіканське сільське поселення
6. Нижньококуйське сільське поселення
7. Подойніцинське сільське поселення
8. Ундинське сільське поселення
9. Ундіно-Посельське сільське поселення

Борзинський район
1. Акурайське сільське поселення
2. Біліктуйське сільське поселення
3. Ключевське сільське поселення
4. Кондуйське сільське поселення
5. Курунзулайське сільське поселення
6. Новоборзинське сільське поселення
7. Передньобиркинське сільське поселення
8. Приозерне сільське поселення
9. Соловйовське сільське поселення
10. Усть-Озерське сільське поселення
11. Хада-Булацьке сільське поселення
12. Цаган-Олуйське сільське поселення
13. Чиндантське сільське поселення
14. Шоноктуйське сільське поселення
15. Южне сільське поселення

Газімуро-Заводський район
1. Батаканське сільське поселення
2. Буруканське сільське поселення
3. Газімуро-Заводське сільське поселення
4. Зеренське сільське поселення
5. Кактолгинське сільське поселення
6. Новоширокинське сільське поселення
7. Солонеченське сільське поселення
8. Трубачовське сільське поселення
9. Ушмунське сільське поселення

Дульдургинський район
1. Алханайське сільське поселення
2. Ара-Ілинське сільське поселення
3. Бальзінське сільське поселення
4. Дульдургинське сільське поселення
5. Зуткулейське сільське поселення
6. Ілинське сільське поселення
7. Таптанайське сільське поселення
8. Токчинське сільське поселення
9. Узонське сільське поселення
10. Чиндалейське сільське поселення

Забайкальський район
1. Абагайтуйське сільське поселення
2. Білітуйське сільське поселення
3. Даурське сільське поселення
4. Красновеликанське сільське поселення
5. Рудник-Абагайтуйське сільське поселення
6. Степне сільське поселення
7. Чорно-Озерське сільське поселення

Калганський район
1. Буринське сільське поселення
2. Верхньо-Калгуканське сільське поселення
3. Донівське сільське поселення
4. Кадаїнське сільське поселення (з 2005 року)
5. Калганське сільське поселення
6. Козловське сільське поселення
7. Нижньо-Калгуканське сільське поселення
8. Середньо-Борзинське сільське поселення
9. Чингільтуйське сільське поселення
10. Чупровське сільське поселення
11. Шивіїнське сільське поселення

Каларський район (1938—2020)
1. Ікаб'їнське сільське поселення (2004—2020)
2. Куандинське сільське поселення (2004—2020)
3. Чапо-Ологське сільське поселення (2004—2020)
4. Чарське сільське поселення (2004—2020)

Каримський район
1. Адріановське сільське поселення
2. Великотуринське сільське поселення
3. Жимбіринське сільське поселення
4. Кадахтинське сільське поселення
5. Кайдаловське сільське поселення
6. Маякинське сільське поселення
7. Нарин-Талачинське сільське поселення
8. Новодоронінське сільське поселення
9. Тиргетуйське сільське поселення
10. Урульгинське сільське поселення

Киринський район
1. Алтанське сільське поселення
2. Білютуйське сільське поселення
3. Верхньо-Ульхунське сільське поселення
4. Гаваньське сільське поселення
5. Киринське сільське поселення
6. Любавинське сільське поселення
7. Мангутське сільське поселення
8. Михайло-Павловське сільське поселення
9. Мордойське сільське поселення
10. Надьожнинське сільське поселення
11. Тарбальджейське сільське поселення
12. Ульхун-Партіонське сільське поселення
13. Хапчерангинське сільське поселення
14. Шумундинське сільське поселення

Краснокаменський район
1. Богдановське сільське поселення
2. Кайластуйське сільське поселення
3. Капцегайтуйське сільське поселення
4. Ковилинське сільське поселення
5. Маргуцецьке сільське поселення
6. Соктуй-Мілозанське сільське поселення
7. Середньоаргунське сільське поселення
8. Цілиннинське сільське поселення
9. Юбілейнинське сільське поселення

Красночикойський район
1. Альбітуйське сільське поселення
2. Архангельське сільське поселення
3. Байхорське сільське поселення
4. Великоріченське сільське поселення
5. Верхньошергольджинське сільське поселення
6. Жиндойське сільське поселення
7. Захаровське сільське поселення
8. Конкинське сільське поселення
9. Коротковське сільське поселення
10. Красночикойське сільське поселення
11. Малоархангельське сільське поселення
12. Мензинське сільське поселення
13. Урлуцьке сільське поселення
14. Черемховське сільське поселення
15. Шимбілицьке сільське поселення

Могойтуйський район
1. Ага-Хангільське сільське поселення
2. Боржигантайське сільське поселення
3. Догойське сільське поселення
4. Зугалайське сільське поселення
5. Кусочинське сільське поселення
6. Нурінське сільське поселення
7. Ортуйське сільське поселення
8. Усть-Нарінське сільське поселення
9. Ушарбайське сільське поселення
10. Хара-Шибірське сільське поселення
11. Хілинське сільське поселення
12. Цаган-Олинське сільське поселення
13. Цаган-Челутайське сільське поселення
14. Цугольське сільське поселення

Могочинський район
1. Сбегинське сільське поселення
2. Семиозернинське сільське поселення

Нерчинський район
1. Андронниковське сільське поселення
2. Бішигінське сільське поселення
3. Верхньоключівське сільське поселення
4. Верхньоумикейське сільське поселення
5. Заріченське сільське поселення
6. Знаменське сільське поселення
7. Зюльзинське сільське поселення
8. Ілімське сільське поселення
9. Кумакинське сільське поселення
10. Нижньоключівське сільське поселення
11. Олеканське сільське поселення
12. Олінське сільське поселення
13. Пішковське сільське поселення

Нерчинсько-Заводський район
1. Аргунське сільське поселення
2. Велико-Зерентуйське сільське поселення
3. Булдуруйське сільське поселення
4. Георгієвське сільське поселення
5. Горбуновське сільське поселення
6. Горно-Зерентуйське сільське поселення
7. Івановське сільське поселення
8. Михайловське сільське поселення
9. Нерчинсько-Заводське сільське поселення
10. Олочинське сільське поселення
11. Уров-Ключівське сільське поселення
12. Чашино-Ільдіканське сільське поселення
13. Широківське сільське поселення
14. Явленське сільське поселення
15. Ішагинське сільське поселення (2004—2015)

Олов'яннинський район
1. Безрічнинське сільське поселення
2. Булумське сільське поселення
3. Бурулятуйське сільське поселення
4. Довгокичинське сільське поселення
5. Єдиненське сільське поселення
6. Мирнинське сільське поселення
7. Ононське сільське поселення
8. Степнинське сільське поселення
9. Тургинське сільське поселення
10. Улан-Цацицьке сільське поселення
11. Улятуйське сільське поселення
12. Уртуйське сільське поселення
13. Хада-Булацьке сільське поселення
14. Хара-Биркинське сільське поселення
15. Яснинське сільське поселення
16. Арендинське сільське поселення (2004—2011)

Ононський район
1. Більшовистське сільське поселення
2. Буйлесанське сільське поселення
3. Верхньоцасучейське сільське поселення
4. Дурулгуйське сільське поселення
5. Імалкинське сільське поселення
6. Кулусутайське сільське поселення
7. Нижньоцасучейське сільське поселення
8. Новозоринське сільське поселення
9. Тут-Халтуйське сільське поселення
10. Холуй-Базинське сільське поселення
11. Чиндантське сільське поселення

Петровськ-Забайкальський район
1. Баляга-Катангарське сільське поселення
2. Балягинське сільське поселення
3. Зугмарське сільське поселення
4. Катаєвське сільське поселення
5. Катангарське сільське поселення
6. Малетинське сільське поселення
7. Піщанське сільське поселення
8. Тарбагатайське сільське поселення
9. Толбагинське сільське поселення
10. Усть-Оборське сільське поселення
11. Хараузьке сільське поселення
12. Хохотуйське сільське поселення

Приаргунський район (1926—2020)
1. Биркинське сільське поселення (2004—2020)
2. Досатуйське сільське поселення (2004—2020)
3. Дуройське сільське поселення (2004—2020)
4. Зоргольське сільське поселення (2004—2020)
5. Молодіжнинське сільське поселення (2004—2020)
6. Новоцурухайтуйське сільське поселення (2004—2020)
7. Погадаєвське сільське поселення (2004—2020)
8. Пограничнинське сільське поселення (2004—2020)
9. Староцурухайтуйське сільське поселення (2004—2020)
10. Урулюнгуйське сільське поселення (2004—2020)
11. Усть-Тасуркайськесільське поселення (2004—2020)

Стрітенський район
1. Аліянське сільське поселення
2. Ботівське сільське поселення
3. Верхньо-Куенгинське сільське поселення
4. Верхньо-Куларкинське сільське поселення
5. Дунаєвське сільське поселення
6. Молодовське сільське поселення
7. Усть-Нарінзорське сільське поселення
8. Усть-Начинське сільське поселення
9. Фірсовське сільське поселення
10. Чикічейське сільське поселення
11. Шилко-Заводське сільське поселення

Тунгіро-Ольокминський район
1. Заріченське сільське поселення
2. Тупикське сільське поселення

Тунгокоченський район
1. Верх-Усуглинське сільське поселення
2. Кикерське сільське поселення
3. Нижньостанське сільське поселення
4. Тунгокоченське сільське поселення
5. Усть-Каренгинське сільське поселення
6. Усуглинське сільське поселення

Ульотівський район
1. Аблатуйське сільське поселення
2. Артинське сільське поселення
3. Горекацанське сільське поселення
4. Доронінське сільське поселення
5. Ленінське сільське поселення
6. Ніколаєвське сільське поселення
7. Тангинське сільське поселення
8. Ульотівське сільське поселення
9. Хадактинське сільське поселення

Хілоцький район
1. Бадинське сільське поселення
2. Глинкинське сільське поселення
3. Енгороцьке сільське поселення
4. Жипхегенське сільське поселення
5. Закультинське сільське поселення
6. Ліньово-Озерське сільське поселення
7. Укуріцьке сільське поселення
8. Харагунське сільське поселення
9. Хілогосонське сільське поселення
10. Хушенгинське сільське поселення

Чернишевський район
1. Алеурське сільське поселення
2. Байгульське сільське поселення
3. Бушулейське сільське поселення
4. Гаурське сільське поселення
5. Ікшицьке сільське поселення
6. Комсомольське сільське поселення
7. Курличенське сільське поселення
8. Мільгідунське сільське поселення
9. Новоільїнське сільське поселення
10. Новооловське сільське поселення
11. Старооловське сільське поселення
12. Укурейське сільське поселення
13. Урюмське сільське поселення
14. Утанське сільське поселення

Читинський район
1. Александровське сільське поселення
2. Арахлейське сільське поселення
3. Беклемішевське сільське поселення
4. Верх-Читинське сільське поселення
5. Домнинське сільське поселення
6. Єлизаветинське сільське поселення
7. Засопкинське сільське поселення
8. Інгодинське сільське поселення
9. Колочнинське сільське поселення
10. Ленінське сільське поселення
11. Ліснинське сільське поселення
12. Маккавієвське сільське поселення
13. Новокукинське сільське поселення
14. Новотроїцьке сільське поселення
15. Оленгуйське сільське поселення
16. Сівяковське сільське поселення
17. Смоленське сільське поселення
18. Сохондинське сільське поселення
19. Угданське сільське поселення
20. Шишкинське сільське поселення
21. Яблуновське сільське поселення (з 2019 року)

Шелопугінський район
1. Вершино-Шахтамінське сільське поселення
2. Глинянське сільське поселення
3. Копунське сільське поселення
4. Мало-Тонтойське сільське поселення
5. Мироновське сільське поселення
6. Нижньо-Шахтаминське сільське поселення
7. Шелопугінське сільське поселення
8. Шивіїнське сільське поселення

Шилкинський район
1. Богом'ягковське сільське поселення
2. Верхньохілинське сільське поселення
3. Галкинське сільське поселення
4. Казановське сільське поселення
5. Мірсановське сільське поселення
6. Новоберезовське сільське поселення
7. Номоконовське сільське поселення
8. Ононське сільське поселення
9. Розмахнінське сільське поселення
10. Усть-Теленгуйське сільське поселення
11. Чиронське сільське поселення

## Кемеровська область
Біловський район (1924-2021)
1. Бековське сільське поселення (2004—2021)
2. Вишньовське сільське поселення (2004—2013)
3. Євтінське сільське поселення (2004—2021)
4. Інюшинська сільське поселення (2004—2013)
5. Коньовська сільське поселення (2004—2013)
6. Менчерепська сільське поселення (2004—2021)
7. Моховська сільське поселення (2004—2021)
8. Новобачатська сільське поселення (2004—2021)
9. Пермяківська сільське поселення (2004—2021)
10. Старобачатська сільське поселення (2004—2021)
11. Старопестерьовська сільське поселення (2004—2021)

Гур'євський район (1935-2019)
1. Горскінське сільське поселення (2004—2019)
2. Малосалаїрське сільське поселення (2004—2019)
3. Новопестерьовське сільське поселення (2004—2019)
4. Роздольне сільське поселення (2004—2019)
5. Сосновське сільське поселення (2004—2019)
6. Ур-Бедарівське сільське поселення (2004—2019)
7. Урське сільське поселення (2004—2019)

Іжморський район (1924-2019)
1. Колионське сільське поселення (2004—2019)
2. Красноярське сільське поселення (2004—2019)
3. Постниковське сільське поселення (2004—2019)
4. Святославське сільське поселення (2004—2019)
5. Симбірське сільське поселення (2004—2019)
6. Троїцьке сільське поселення (2004—2019)

Кемеровський район (1924-2019)
1. Арсентьєвське сільське поселення (2004—2019)
2. Берегове сільське поселення (2004—2019)
3. Березовське сільське поселення (2004—2019)
4. Єликаєвське сільське поселення (2004—2019)
5. Звьоздне сільське поселення (2004—2019)
6. Суховське сільське поселення (2004—2019)
7. Щегловське сільське поселення (2004—2019)
8. Ягуновське сільське поселення (2004—2019)
9. Ясногорське сільське поселення (2004—2019)

Кропивинський район (1924-2019)
1. Банновське сільське поселення (2004—2019)
2. Барачатське сільське поселення (2004—2019)
3. Борисовське сільське поселення (2004—2019)
4. Зеленовське сільське поселення (2004—2019)
5. Каменське сільське поселення (2004—2019)
6. Кропивинське сільське поселення (2004—2019)
7. Мельківське сільське поселення (2004—2019)
8. Тарадановське сільське поселення (2004—2019)
9. Шевелівське сільське поселення (2004—2019)

Ленінськ-Кузнецький район (1925-2019)
1. Горняцьке сільське поселення (2004—2019)
2. Дем'яновське сільське поселення (2004—2019)
3. Драченінське сільське поселення (2004—2019)
4. Краснинське сільське поселення (2004—2019)
5. Підгорнівське сільське поселення (2004—2019)
6. Чкаловське сільське поселення (2004—2019)
7. Чусовітінське сільське поселення (2004—2019)
8. Шабановське сільське поселення (2004—2019)

Новокузнецький район
1. Загорське сільське поселення (з 2013 року)
2. Красулинське сільське поселення
3. Кузедеєвське сільське поселення
4. Сосновське сільське поселення
5. Терсинське сільське поселення
6. Центральне сільське поселення (з 2013 року)
7. Атамановське сільське поселення (2004—2013)
8. Безруковське сільське поселення (2004—2013)
9. Бунгурське сільське поселення (2004—2013)
10. Єланське сільське поселення (2004—2013)
11. Ільїнське сільське поселення (2004—2013)
12. Костьонковське сільське поселення (2004—2013)
13. Куртуковське сільське поселення (2004—2013)
14. Металлургське сільське поселення (2004—2013)
15. Орловське сільське поселення (2004—2013)
16. Сари-Чумиське сільське поселення (2004—2013)
17. Сидоровське сільське поселення (2004—2013)
18. Чистогорське сільське поселення (2004—2013)

Прокоп'євський район (1924-2019)
1. Атамановське сільське поселення (2004—2019)
2. Бурлаківське сільське поселення (2004—2019)
3. Великоталдинське сільське поселення (2004—2019)
4. Калачовське сільське поселення (2004—2019)
5. Каменно-Ключівське сільське поселення (2004—2019)
6. Кузбаське сільське поселення (2004—2019)
7. Михайловське сільське поселення (2004—2019)
8. Сафоновське сільське поселення (2004—2019)
9. Терентьєвське сільське поселення (2004—2019)
10. Трудоармійське сільське поселення (2004—2019)
11. Яснополянське сільське поселення (2004—2019)

Промишленнівський район (1935-2019)
1. Вагановське сільське поселення (2004—2019)
2. Калинкинське сільське поселення (2004—2019)
3. Лебедівське сільське поселення (2004—2019)
4. Окуневське сільське поселення (2004—2019)
5. Падунське сільське поселення (2004—2019)
6. Плотниковське сільське поселення (2004—2019)
7. Пушкінське сільське поселення (2004—2019)
8. Тарабарінське сільське поселення (2004—2019)
9. Тарасовське сільське поселення (2004—2019)
10. Тітовське сільське поселення (2004—2019)

Таштагольський район
1. Каларське сільське поселення
2. Кизил-Шорське сільське поселення
3. Коуринське сільське поселення
4. Усть-Кабирзинське сільське поселення

Топкинський район (1924-2019)
1. Верх-Падунське сільське поселення (2004—2019)
2. Зарубинське сільське поселення (2004—2019)
3. Лукошкинське сільське поселення (2004—2019)
4. Осиновогривське сільське поселення (2004—2019)
5. Соломинське сільське поселення (2004—2019)
6. Топкинське сільське поселення (2004—2019)
7. Усть-Сосновське сільське поселення (2004—2019)
8. Хорошеборське сільське поселення (2004—2019)
9. Черемичкінське сільське поселення (2004—2019)
10. Шишинське сільське поселення (2004—2019)
11. Юр'євське сільське поселення (2004—2019)

Юргинський район (1924-2019)
1. Арлюцьке сільське поселення (2004—2019)
2. Зеледеєвське сільське поселення (2004—2019)
3. Леб'яже-Асановське сільське поселення (2004—2019)
4. Мальцевське сільське поселення (2004—2019)
5. Новоромановське сільське поселення (2004—2019)
6. Попереченське сільське поселення (2004—2019)
7. Проскоковське сільське поселення (2004—2019)
8. Тальське сільське поселення (2004—2019)
9. Юргинське сільське поселення (2004—2019)

Яйський район (1924-2019)
1. Безлісне сільське поселення (2004—2019)
2. Бекетське сільське поселення (2004—2019)
3. Вознесенське сільське поселення (2004—2019)
4. Дачно-Троїцьке сільське поселення (2004—2019)
5. Кайлинське сільське поселення (2004—2019)
6. Кітатське сільське поселення (2004—2019)
7. Мар'євське сільське поселення (2004—2019)
8. Судженське сільське поселення (2004—2019)
9. Улановське сільське поселення (2004—2019)

Яшкинський район (1924-2019)
1. Акацієвське сільське поселення (2004—2019)
2. Дубровське сільське поселення (2004—2019)
3. Колмогоровське сільське поселення (2004—2019)
4. Ленінське сільське поселення (2004—2019)
5. Литвиновське сільське поселення (2004—2019)
6. Пачинське сільське поселення (2004—2019)
7. Пашковське сільське поселення (2004—2019)
8. Поломошинське сільське поселення (2004—2019)
9. Таловське сільське поселення (2004—2019)
10. Шахтьорське сільське поселення (2004—2019)

## Курганська область
Альменєвський район (1923-2021)
1. Альменєвська сільська рада (2004-2021)
2. Бороздинська сільська рада (2004-2021)
3. Іванковська сільська рада (2004-2021)
4. Казенська сільська рада (2004-2021)
5. Малишевська сільська рада (2004-2021)
6. Парамоновська сільська рада (2004-2021)
7. Рибнівська сільська рада (2004-2017)
8. Танрикуловська сільська рада (2004-2021)
9. Чистівська сільська рада (2004-2017)
10. Шаріповська сільська рада (2004-2021)
11. Юламановська сільська рада (2004-2021)
12. Ягоднинська сільська рада (2004-2021)

Звіриноголовський район (1923-2021)
1. Бугровська сільська рада (2004-2021)
2. Звіриноголовська сільська рада (2004-2021)
3. Іскрівська сільська рада (2004-2021)
4. Круглянська сільська рада (2004-2021)
5. Озернинська сільська рада (2004-2021)
6. Отряд-Алабузька сільська рада (2004-2021)
7. Проривинська сільська рада (2004-2021)
8. Трудівська сільська рада (2004-2021)

Куртамиський район (1924-2021)
1. Білоноговська сільська рада (2004-2021)
2. Великоберезовська сільська рада (2004-2018)
3. Верхнівська сільська рада (2004-2021)
4. Долговська сільська рада (2004-2021)
5. Жуковська сільська рада (2004-2021)
6. Закомалдінська сільська рада (2004-2021)
7. Закоуловська сільська рада (2004-2018)
8. Камаганська сільська рада (2004-2021)
9. Камінська сільська рада (2004-2018)
10. Комишинська сільська рада (2004-2021)
11. Костилевська сільська рада (2004-2021)
12. Косулинська сільська рада (2004-2021)
13. Масловська сільська рада (2004-2017)
14. Нижнівська сільська рада (2004-2021)
15. Обанінська сільська рада (2004-2021)
16. Попілинська сільська рада (2004-2021)
17. Песьянська сільська рада (2004-2021)
18. Пушкінська сільська рада (2004-2021)
19. Совєтська сільська рада (2004-2021)
20. Угловська сільська рада (2004-2017)

Сафакулевський район (1923-2021)
1. Аджитаровська сільська рада (2004-2021)
2. Бахаревська сільська рада (2004-2021)
3. Комишинська сільська рада (2004-2021)
4. Карасевська сільська рада (2004-2021)
5. Мансуровська сільська рада (2004-2021)
6. Мартиновська сільська рада (2004-2021)
7. Надеждинська сільська рада (2004-2021)
8. Сарт-Абдрашевська сільська рада (2004-2021)
9. Сафакулевська сільська рада (2004-2021)
10. Суботинська сільська рада (2004-2021)
11. Сулеймановська сільська рада (2004-2021)
12. Сулюклінська сільська рада (2004-2021)
13. Яланська сільська рада (2004-2021)

Цілинний район (1923-2021)
1. Васькинська сільська рада (2004-2021)
2. Дубровинська сільська рада (2004-2021)
3. Дулинська сільська рада (2004-2021)
4. Заманилкинська сільська рада (2004-2021)
5. Іванковська сільська рада (2004-2021)
6. Козак-Кочердицька сільська рада (2004-2021)
7. Кислянська сільська рада (2004-2021)
8. Косолаповська сільська рада (2004-2021)
9. Луговська сільська рада (2004-2021)
10. Матвієвська сільська рада (2004-2021)
11. Південна сільська рада (2004-2021)
12. Половинська сільська рада (2004-2021)
13. Рачеєвська сільська рада (2004-2021)
14. Сетовська сільська рада (2004-2021)
15. Становська сільська рада (2004-2021)
16. Трьохозерська сільська рада (2004-2021)
17. Усть-Уйська сільська рада (2004-2021)
18. Фроловська сільська рада (2004-2021)
19. Цілинна сільська рада (2004-2021)

## Оренбурзька область
Адамовський район
1. Адамовська селищна рада
2. Аніховська сільська рада
3. Брацлавська сільська рада
4. Єлизаветинська сільська рада
5. Комсомольська сільська рада
6. Майська сільська рада
7. Обільнівська сільська рада
8. Совхозна сільська рада
9. Теренсайська сільська рада
10. Шильдинська селищна рада
11. Юбілейна сільська рада
12. Річна сільська рада (2004—2013)

Акбулацький район
1. Акбулацька селищна рада
2. Базартюбинська сільська рада
3. Васильєвська сільська рада
4. Заілечна сільська рада
5. Каракудуцька сільська рада
6. Карасаївська сільська рада
7. Мічурінська сільська рада
8. Новогригор'євська сільська рада
9. Новопавловська сільська рада
10. Новоуспеновська сільська рада
11. Сагарчинська сільська рада
12. Совєтська сільська рада
13. Тамдисайська сільська рада
14. Федоровська сільська рада
15. Шаповаловська сільська рада
16. Шкуновська сільська рада
17. Карповська сільська рада (2004—2013)

Біляєвський район
1. Білогорська сільська рада
2. Біляєвська сільська рада
3. Бурликська сільська рада
4. Буртінська сільська рада
5. Дніпровська сільська рада
6. Донська сільська рада
7. Дубенська селищна рада
8. Карагацька сільська рада
9. Ключовська сільська рада
10. Крючковська сільська рада
11. Роздольна сільська рада

Гайський район (1934—2016)
1. Губерлинська сільська рада (2004—2016)
2. Іриклінська сільська рада (2004—2016)
3. Камейкінська сільська рада (2004—2016)
4. Колпакська сільська рада (2004—2016)
5. Новоніколаєвська сільська рада (2004—2016)
6. Новопетропавловська сільська рада (2004—2016)
7. Ріпинська сільська рада (2004—2016)
8. Халіловська сільська рада (2004—2016)

Домбаровський район
1. Ащебутацька сільська рада
2. Домбаровська селищна рада
3. Домбаровська сільська рада
4. Зоринська сільська рада
5. Красночабанська сільська рада
6. Польова сільська рада
7. Зарічна сільська рада (2004—2013)

Ілецький район
1. Димитровська сільська рада
2. Затоннівська сільська рада
3. Ілецька сільська рада
4. Кардаїловська сільська рада
5. Красноярська сільська рада
6. Мухрановська сільська рада
7. Нижньоозернинська сільська рада
8. Озерська сільська рада
9. Підстепкинська сільська рада
10. Привольна сільська рада
11. Розсипнянська сільська рада
12. Сладковська сільська рада
13. Студенівська сільська рада
14. Сухоріченська сільська рада
15. Яманська сільська рада

Кваркенський район
1. Аландська сільська рада
2. Брієнтська сільська рада
3. Кваркенська сільська рада
4. Кіровська сільська рада
5. Комінтернівська сільська рада
6. Красноярська селищна рада
7. Новооренбурзька сільська рада
8. Приморська сільська рада
9. Уральська сільська рада
10. Айдирлінська селищна рада (2004—2013)
11. Зеленодольська сільська рада (2004—2013)
12. Просторська сільська рада (2004—2013)
13. Таналицька сільська рада (2004—2018)
14. Уртазимська сільська рада (2004—2018)

Кувандицький район (1935—2016)
1. Зіянчуринська сільська рада (2004—2016)
2. Ібрагімовська сільська рада (20045—2016)
3. Ільїнська сільська рада (2004—2016)
4. Краснознаменська сільська рада (2004—2016)
5. Красносакмарська сільська рада (2004—2016)
6. Куруїльська сільська рада (2004—2016)
7. Маячна сільська рада (2004—2016)
8. Мухамедьяровська сільська рада (2004—2016)
9. Новопокровська сільська рада (2004—2016)
10. Новорокитянська сільська рада (2004—2016)
11. Новосаринська сільська рада (2004—2016)
12. Новосимбірська сільська рада (2004—2016)
13. Новоуральська сільська рада (2004—2016)
14. Онопрієновська сільська рада (2004—2016)
15. Первомайська сільська рада (2004—2016)
16. Саринська сільська рада (2004—2016)
17. Уральська сільська рада (2004—2016)
18. Чеботарьовська сільська рада (2004—2016)

Новоорський район
1. Будамшинська сільська рада
2. Горьковська сільська рада
3. Добровольська сільська рада
4. Енергетицька селищна рада
5. Караганська сільська рада
6. Кумацька сільська рада
7. Новоорська селищна рада
8. Приріченська сільська рада
9. Чапаєвська сільська рада

Октябрський район
1. Білозерська сільська рада
2. Булановська сільська рада
3. Васильєвська сільська рада
4. Ільїнська сільська рада
5. Імангуловська сільська рада
6. Комісаровська сільська рада
7. Краснооктябрська сільська рада
8. Мар'євська сільська рада
9. Нижньогумбетівська сільська рада
10. Новонікітинська сільська рада
11. Новотроїцька сільська рада
12. Октябрська сільська рада
13. Російська сільська рада
14. Уранбаська сільська рада
15. Успенська сільська рада (2004—2013)

Оренбурзький район
1. Архангеловська сільська рада
2. Благословенська сільська рада
3. Бродецька сільська рада
4. Весення сільська рада
5. Горна сільська рада
6. Дедуровська сільська рада
7. Експериментальна сільська рада
8. Зауральна сільська рада
9. Зубаревська сільська рада
10. Івановська сільська рада
11. Каменноозерна сільська рада
12. Караванна сільська рада
13. Ленінська сільська рада
14. Нижньопавловська сільська рада
15. Ніжинська сільська рада
16. Нікольська сільська рада
17. Первомайська селищна рада
18. Підгородньо-Покровська сільська рада
19. Пречистинська сільська рада
20. Пригородна сільська рада
21. Приуральська сільська рада
22. Пугачовська сільська рада
23. Сергієвська сільська рада
24. Соловйовська сільська рада
25. Степановська сільська рада
26. Струковська сільська рада
27. Чебеньківська сільська рада
28. Червоноуральська сільська рада
29. Чкаловська сільська рада
30. Чорноріченська сільська рада
31. Южноуральська сільська рада

Переволоцький район
1. Адамовська сільська рада
2. Донецька сільська рада
3. Зубочистенська сільська рада
4. Зубочистенська Друга сільська рада
5. Кариновська сільська рада
6. Кічкаська сільська рада
7. Кубанська сільська рада
8. Мамалаєвська сільська рада
9. Переволоцька селищна рада
10. Південноуральська сільська рада
11. Преторійська сільська рада
12. Родничнодольська сільська рада
13. Садова сільська рада
14. Степановська сільська рада
15. Татищевська сільська рада
16. Часниковська сільська рада
17. Япринцевська сільська рада
18. Абрамовська сільська рада (2004—2014)
19. Сіннинська сільська рада (2004—2014)

Сакмарський район
1. Архиповська сільська рада
2. Біловська сільська рада
3. Білоусовська сільська рада
4. Верхньочебеньківська сільська рада
5. Дмитрієвська сільська рада
6. Єгор'євська сільська рада
7. Каменська сільська рада
8. Краснокомунарська селищна рада
9. Мар'євська сільська рада
10. Нікольська сільська рада
11. Сакмарська сільська рада
12. Світла сільська рада
13. Татаро-Каргалинська сільська рада
14. Тимашевська сільська рада
15. Українська сільська рада
16. Середньокаргальська сільська рада (2004—2013)

Сарактаський район
1. Александровська сільська рада
2. Бурунчинська сільська рада
3. Васильєвська сільська рада
4. Воздвиженська сільська рада
5. Гавриловська сільська рада
6. Жовтинська сільська рада
7. Каїровська сільська рада
8. Карагузінська сільська рада
9. Надеждинська сільська рада
10. Ніколаєвська сільська рада
11. Новосокулацька сільська рада
12. Новочеркаська сільська рада
13. Петровська сільська рада
14. Сарактаська селищна рада
15. Спаська сільська рада
16. Старосокулацька сільська рада
17. Федоровська Перша сільська рада
18. Черкаська сільська рада
19. Чорноотрозька сільська рада
20. Нижньоаскаровська сільська рада (2004—2015)

Світлинський район
1. Актюбінська сільська рада
2. Восточна сільська рада
3. Гостеприїмна сільська рада
4. Коскульська сільська рада
5. Озерна сільська рада
6. Світлинська селищна рада
7. Степна сільська рада
8. Супутниківська сільська рада
9. Тобольська сільська рада
10. Цілинна сільська рада (2004—2014)

Соль-Ілецький район (1927—2016)
1. Боєвогорська сільська рада (2004—2016)
2. Буранна сільська рада (2004—2016)
3. Ветлянська сільська рада (2004—2016)
4. Григор'євська сільська рада (2004—2016)
5. Дружбинська сільська рада (2004—2016)
6. Ізобільна сільська рада (2004—2016)
7. Кумакська сільська рада (2004—2016)
8. Линьовська сільська рада (2004—2016)
9. Михайловська сільська рада (2004—2016)
10. Новоілецька сільська рада (2004—2016)
11. Первомайська сільська рада (2004—2016)
12. Перовська сільська рада (2004—2016)
13. Покровська сільська рада (2004—2016)
14. Приміська сільська рада (2004—2016)
15. Саратовська сільська рада (2004—2016)
16. Тамар-Уткульська сільська рада (2004—2016)
17. Троїцька сільська рада (2004—2016)
18. Трудова сільська рада (2004—2016)
19. Угольна сільська рада (2004—2016)
20. Цвіллінгська сільська рада (2004—2016)
21. Червономаякська сільська рада (2004—2016)

Тюльганський район
1. Алмалинська сільська рада
2. Благовіщенська сільська рада
3. Благодарнівська сільська рада
4. Городецька сільська рада
5. Єкатеринославська сільська рада
6. Івановська сільська рада
7. Ключівська сільська рада
8. Разномойська сільська рада
9. Ріпйовська сільська рада
10. Ташлинська сільська рада
11. Троїцька сільська рада
12. Тугустемірська сільська рада
13. Тюльганська селищна рада
14. Чапаєвська сільська рада
15. Нововасильєвська сільська рада (2004—2013)

Ясненський район (1979—2016)
1. Акжарська сільська рада (2004—2016)
2. Веселовська сільська рада (2004—2016)
3. Єленовська сільська рада (2004—2016)
4. Комаровська сільська рада (2004—2016)
5. Кумацька сільська рада (2004—2016)
6. Новосельська сільська рада (2004—2016)

## Томська область
Александровський район
1. Александровське сільське поселення
2. Лукашкин-Ярське сільське поселення
3. Назінське сільське поселення
4. Новонікольське сільське поселення
5. Октябрське сільське поселення
6. Сєверне сільське поселення

Асінівський район
1. Батуринське сільське поселення
2. Большедороховське сільське поселення
3. Новиковське сільське поселення
4. Новокусковське сільське поселення
5. Новоніколаєвське сільське поселення
6. Ягодне сільське поселення

Бакчарський район
1. Бакчарське сільське поселення
2. Вавіловське сільське поселення
3. Високоярське сільське поселення
4. Парбізьке сільське поселення
5. Плотниковське сільське поселення
6. Поротниковське сільське поселення

Верхньокетський район
1. Катайгинське сільське поселення
2. Клюквинське сільське поселення
3. Макзирське сільське поселення
4. Орловське сільське поселення
5. Палочкинське сільське поселення
6. Сайгинське сільське поселення
7. Степановське сільське поселення
8. Ягоднинське сільське поселення

Зирянський район
1. Високівське сільське поселення
2. Дубровське сільське поселення
3. Зирянське сільське поселення
4. Михайловське сільське поселення
5. Чердатське сільське поселення

Каргасоцький район
1. Вертікоське сільське поселення
2. Каргасоцьке сільське поселення
3. Кіндальське сільське поселення
4. Нововасюганське сільське поселення
5. Новоюгинське сільське поселення
6. Сосновське сільське поселення
7. Середньовасюганське сільське поселення
8. Середньотимське сільське поселення
9. Тимське сільське поселення
10. Толпаровське сільське поселення
11. Усть-Тимське сільське поселення
12. Усть-Чижапське сільське поселення
13. Теврізьке сільське поселення (2004-2012)

Кожевниковський район
1. Вороновське сільське поселення
2. Кожевниковське сільське поселення
3. Малиновське сільське поселення
4. Новопокровське сільське поселення
5. Пісочнодубровське сільське поселення
6. Староювалинське сільське поселення
7. Уртамське сільське поселення
8. Чилінське сільське поселення

Колпашевський район
1. Інкінське сільське поселення
2. Новогоренське сільське поселення
3. Новоселовське сільське поселення
4. Саровське сільське поселення
5. Чажемтовське сільське поселення
6. Дальненське сільське поселення (2004-2017)
7. Національне Іванкинське сільське поселення (2004-2017)
8. Копиловське сільське поселення (2004-2017)

Кривошиїнський район
1. Володинське сільське поселення
2. Іштанське сільське поселення
3. Красноярське сільське поселення
4. Кривошиїнське сільське поселення
5. Новокривошиїнське сільське поселення
6. Петровське сільське поселення
7. Пудовське сільське поселення

Молчановський район
1. Могочинське сільське поселення
2. Молчановське сільське поселення
3. Наргинське сільське поселення
4. Суйгинське сільське поселення
5. Тунгусовське сільське поселення

Парабельський район
1. Заводське сільське поселення
2. Наримське сільське поселення
3. Новосельцевське сільське поселення
4. Парабельське сільське поселення
5. Старицинське сільське поселення

Первомайський район
1. Комсомольське сільське поселення
2. Куяновське сільське поселення
3. Новомаріїнське сільське поселення
4. Первомайське сільське поселення
5. Сергієвське сільське поселення
6. Улу-Юльське сільське поселення

Тегульдетський район
1. Білоярське сільське поселення
2. Берегаєвське сільське поселення
3. Тегульдетське сільське поселення
4. Чорноярське сільське поселення

Томський район
1. Богашовське сільське поселення
2. Воронинське сільське поселення
3. Зарічне сільське поселення
4. Зональненське сільське поселення
5. Зоркальцевське сільське поселення
6. Ітатське сільське поселення
7. Калтайське сільське поселення
8. Копиловське сільське поселення
9. Корниловське сільське поселення
10. Малиновське сільське поселення
11. Меженіновське сільське поселення
12. Мирненське сільське поселення
13. Моряковське сільське поселення
14. Наумовське сільське поселення
15. Новорождественське сільське поселення
16. Октябрське сільське поселення
17. Рибаловське сільське поселення
18. Спаське сільське поселення
19. Турунтаєвське сільське поселення

Чаїнський район
1. Коломінське сільське поселення
2. Підгорнське сільське поселення
3. Усть-Бакчарське сільське поселення
4. Чаїнське сільське поселення

Шегарський район
1. Анастасьєвське сільське поселення
2. Баткатське сільське поселення
3. Побєдинське сільське поселення
4. Північне сільське поселення
5. Трубачовське сільське поселення
6. Шегарське сільське поселення

## Удмуртія
Алнаський район (1929-2021)
1. Азаматовське сільське поселення (2004—2021)
2. Алнаське сільське поселення (2004—2021)
3. Асановське сільське поселення (2004—2021)
4. Байтеряковське сільське поселення (2004—2021)
5. Варзі-Ятчинське сільське поселення (2004—2021)
6. Кузебаєвське сільське поселення (2004—2021)
7. Муважинське сільське поселення (2004—2021)
8. Пісеєвське сільське поселення (2004—2021)
9. Ромашкинське сільське поселення (2004—2021)
10. Староутчанське сільське поселення (2004—2021)
11. Технікумівське сільське поселення (2004—2021)
12. Удмурт-Тоймобаське сільське поселення (2004—2021)

Балезінський район (1929-2021)
1. Андрійшурське сільське поселення (2004—2021)
2. Балезінське сільське поселення (2012—2021)
3. Великоваризьке сільське поселення (2004—2021)
4. Верх-Люкінське сільське поселення (2004—2021)
5. Воєгуртське сільське поселення (2004—2021)
6. Еркешевське сільське поселення (2004—2021)
7. Ісаковське сільське поселення (2004—2021)
8. Каменно-Задільське сільське поселення (2004—2021)
9. Карсовайське сільське поселення (2004—2021)
10. Кестимське сільське поселення (2004—2021)
11. Кіршонське сільське поселення (2004—2021)
12. Кожильське сільське поселення (2004—2021)
13. Люцьке сільське поселення (2004—2021)
14. Пиб'їнське сільське поселення (2004—2021)
15. Сергинське сільське поселення (2004—2021)
16. Турецьке сільське поселення (2004—2021)
17. Юндинське сільське поселення (2004—2021)

Вавозький район (1929-2021)
1. Бризгаловське сільське поселення (2004—2021)
2. Вавозьке сільське поселення (2004—2021)
3. Великоволковське сільське поселення (2004—2021)
4. Водзімоньїнське сільське поселення (2004—2021)
5. Воліпельгинське сільське поселення (2004—2021)
6. Гурезь-Пудгинське сільське поселення (2004—2021)
7. Зямбайгуртське сільське поселення (2004—2021)
8. Какмозьке сільське поселення (2004—2021)
9. Нюрдор-Котьїнське сільське поселення (2004—2021)
10. Тиловил-Пельгинське сільське поселення (2004—2021)

Воткінський район (1926-2021)
1. Болгуринське сільське поселення (2004—2021)
2. Великоківарське сільське поселення (2004—2021)
3. Верхньоталицьке сільське поселення (2004—2021)
4. Гавриловське сільське поселення (2004—2021)
5. Іюльське сільське поселення (2004—2021)
6. Камське сільське поселення (2004—2021)
7. Кварсинське сільське поселення (2004—2021)
8. Кукуївське сільське поселення (2004—2021)
9. Нововолковське сільське поселення (2012—2021)
10. Первомайське сільське поселення (2004—2021)
11. Перевозинське сільське поселення (2004—2021)
12. Світлянське сільське поселення (2004—2021)

Глазовський район (1929-2021)
1. Адамське сільське поселення (2004—2021)
2. Верхньобогатирське сільське поселення (2004—2021)
3. Гульоковське сільське поселення (2004—2021)
4. Качкашурське сільське поселення (2004—2021)
5. Кожильське сільське поселення (2004—2021)
6. Куреговське сільське поселення (2004—2021)
7. Октябрське сільське поселення (2004—2021)
8. Парзинське сільське поселення (2004—2021)
9. Понінське сільське поселення (2004—2021)
10. Ураковське сільське поселення (2004—2021)
11. Штанігуртське сільське поселення (2004—2021)

Граховський район (1929-2021)
1. Верхньоігринське сільське поселення (2004—2021)
2. Граховське сільське поселення (2004—2021)
3. Каменське сільське поселення (2004—2021)
4. Котловське сільське поселення (2004—2021)
5. Лолошур-Возжинське сільське поселення (2004—2021)
6. Новогорське сільське поселення (2004—2021)
7. Поримозарічне сільське поселення (2004—2021)
8. Староятчинське сільське поселення (2004—2021)

Дебьоський район (1929-2021)
1. Великозетимське сільське поселення (2004—2021)
2. Дебьоське сільське поселення (2004—2021)
3. Зарічномедлинське сільське поселення (2004—2021)
4. Котегуртське сільське поселення (2004—2021)
5. Нижньопихтинське сільське поселення (2004—2021)
6. Старокицьке сільське поселення (2004—2021)
7. Сюрногуртське сільське поселення (2004—2021)
8. Тиловайське сільське поселення (2004—2021)
9. Тольйонське сільське поселення (2004—2021)
10. Уйвайське сільське поселення (2004—2021)

Зав'яловський район (1937-2021)
1. Бабинське сільське поселення (2004—2021)
2. Вараксінське сільське поселення (2004—2021)
3. Гольянське сільське поселення (2004—2021)
4. Зав'яловське сільське поселення (2004—2021)
5. Італмасівське сільське поселення (2004—2021)
6. Казмаське сільське поселення (2004—2021)
7. Каменське сільське поселення (2004—2021)
8. Кіяїцьке сільське поселення (2004—2021)
9. Люцьке сільське поселення (2004—2021)
10. Октябрське сільське поселення (2004—2021)
11. Первомайське сільське поселення (2004—2021)
12. Пироговське сільське поселення (2004—2021)
13. Підшиваловське сільське поселення (2004—2021)
14. Середньопостольське сільське поселення (2004—2021)
15. Совхозне сільське поселення (2004—2021)
16. Хохряківське сільське поселення (2004—2021)
17. Шабердінське сільське поселення (2004—2021)
18. Ягульське сільське поселення (2004—2021)
19. Якшурське сільське поселення (2004—2021)

Ігринський район (1937-2021)
1. Біляєвське сільське поселення (2004—2021)
2. Зуринське сільське поселення (2004—2021)
3. Ігринське сільське поселення (2012—2021)
4. Кабачигуртське сільське поселення (2004—2021)
5. Комсомольське сільське поселення (2004—2021)
6. Куш'їнське сільське поселення (2004—2021)
7. Лозинське сільське поселення (2004—2021)
8. Лозо-Люцьке сільське поселення (2004—2021)
9. Лонкі-Ворцинське сільське поселення (2004—2021)
10. Мужберське сільське поселення (2004—2021)
11. Новозятцинське сільське поселення (2004—2021)
12. Сепське сільське поселення (2004—2021)
13. Сундурське сільське поселення (2004—2021)
14. Факельське сільське поселення (2004—2021)
15. Чутирське сільське поселення (2004—2021)

Камбарський район (1924-2021)
1. Армязьке сільське поселення (2004—2021)
2. Борківське сільське поселення (2004—2021)
3. Єршовське сільське поселення (2004—2021)
4. Камське сільське поселення (2004—2021)
5. Михайловське сільське поселення (2004—2021)
6. Нафтобазинське сільське поселення (2004—2021)
7. Шольїнське сільське поселення (2004—2021)

Каракулинський район (1923-2021)
1. Арзамасцевське сільське поселення (2004—2021)
2. Биргиндинське сільське поселення (2004—2021)
3. Боярське сільське поселення (2004—2021)
4. Вятське сільське поселення (2004—2021)
5. Галановське сільське поселення (2004—2021)
6. Каракулинське сільське поселення (2004—2021)
7. Колесниковське сільське поселення (2004—2021)
8. Кулюшевське сільське поселення (2004—2021)
9. Малокалмашинське сільське поселення (2004—2021)
10. Ниргиндинське сільське поселення (2004—2021)
11. Пінязьке сільське поселення (2004—2021)
12. Чегандинське сільське поселення (2004—2021)

Кезький район (1929-2021)
1. Великоолипське сільське поселення (2004—2021)
2. Гиїнське сільське поселення (2004—2021)
3. Кабалудське сільське поселення (2004—2021)
4. Кезьке сільське поселення (2004—2008)
5. Ключевське сільське поселення (2004—2021)
6. Кузьминське сільське поселення (2004—2021)
7. Кулігинське сільське поселення (2004—2021)
8. Мисівське сільське поселення (2004—2021)
9. Новоунтемське сільське поселення (2004—2021)
10. Поломське сільське поселення (2004—2021)
11. Сосновоборське сільське поселення (2004—2021)
12. Степаньонське сільське поселення (2004—2021)
13. Сюрзинське сільське поселення (2004—2021)
14. Чепецьке сільське поселення (2004—2021)
15. Юскинське сільське поселення (2004—2021)

Кізнерський район (1939-2021)
1. Балдеївське сільське поселення (2004—2021)
2. Безменшурське сільське поселення (2004—2021)
3. Бемизьке сільське поселення (2004—2021)
4. Верхньобемизьке сільське поселення (2004—2021)
5. Кізнерське сільське поселення (2004—2007)
6. Короленковське сільське поселення (2004—2021)
7. Кримсько-Слудське сільське поселення (2004—2021)
8. Липовське сільське поселення (2004—2021)
9. Муркозь-Омгинське сільське поселення (2004—2021)
10. Саркузьке сільське поселення (2004—2021)
11. Старободьїнське сільське поселення (2004—2021)
12. Старокармизьке сільське поселення (2004—2021)
13. Старокопкинське сільське поселення (2004—2021)
14. Ягульське сільське поселення (2004—2021)

Кіясовський район (1926-2021)
1. Єрмолаєвське сільське поселення (2004—2021)
2. Ільдібаєвське сільське поселення (2004—2021)
3. Карамас-Пельгинське сільське поселення (2004—2021)
4. Кіясовське сільське поселення (2004—2021)
5. Лутохинське сільське поселення (2004—2021)
6. Мушаківське сільське поселення (2004—2021)
7. Первомайське сільське поселення (2004—2021)
8. Підгорнівське сільське поселення (2004—2021)

Красногорський район (1929-2021)
1. Агрікольське сільське поселення (2004—2021)
2. Архангельське сільське поселення (2004—2021)
3. Валамазьке сільське поселення (2004—2021)
4. Васильєвське сільське поселення (2004—2021)
5. Дьобинське сільське поселення (2004—2021)
6. Кокманське сільське поселення (2004—2021)
7. Красногорське сільське поселення (2004—2021)
8. Кур'їнське сільське поселення (2004—2021)
9. Прохоровське сільське поселення (2004—2021)
10. Селегівське сільське поселення (2004—2021)

Малопургинський район (1929-2021)
1. Аксакшурське сільське поселення (2004—2021)
2. Баграш-Бігринське сільське поселення (2004—2021)
3. Боб'я-Учинське сільське поселення (2004—2021)
4. Бурановське сільське поселення (2004—2021)
5. Іваново-Самарське сільське поселення (2004—2021)
6. Ільїнське сільське поселення (2004—2021)
7. Кечовське сільське поселення (2004—2021)
8. Малопургинське сільське поселення (2004—2021)
9. Нижньоюринське сільське поселення (2004—2021)
10. Нор'їнське сільське поселення (2004—2021)
11. Постольське сільське поселення (2004—2021)
12. Пугачовське сільське поселення (2004—2021)
13. Старомоньїнське сільське поселення (2004—2021)
14. Уромське сільське поселення (2004—2021)
15. Яганське сільське поселення (2004—2021)

Можгинський район (1929-2021)
1. Великокіб'їнське сільське поселення (2004—2021)
2. Великопудгинське сільське поселення (2004—2021)
3. Великоучинське сільське поселення (2004—2021)
4. Горняцьке сільське поселення (2004—2021)
5. Кватчинське сільське поселення (2004—2021)
6. Маловоложик'їнське сільське поселення (2004—2021)
7. Мельниковське сільське поселення (2004—2021)
8. Можгинське сільське поселення (2004—2021)
9. Нинецьке сільське поселення (2004—2021)
10. Нишинське сільське поселення (2004—2021)
11. Пазяльське сільське поселення (2004—2021)
12. Пичаське сільське поселення (2004—2021)
13. Сюгаїльське сільське поселення (2004—2021)

Сарапульський район (1924-2021)
1. Дев'ятовське сільське поселення (2004—2021)
2. Дулесовське сільське поселення (2004—2021)
3. Кігбаєвське сільське поселення (2004—2021)
4. Мазунінське сільське поселення (2004—2021)
5. Мостовинське сільське поселення (2004—2021)
6. Нечкінське сільське поселення (2004—2021)
7. Октябрське сільське поселення (2004—2021)
8. Сєверне сільське поселення (2004—2021)
9. Сігаєвське сільське поселення (2004—2021)
10. Тарасовське сільське поселення (2004—2021)
11. Уральське сільське поселення (2004—2021)
12. Усть-Сарапульське сільське поселення (2004—2021)
13. Шадрінське сільське поселення (2004—2021)
14. Шевиряловське сільське поселення (2004—2021)
15. Юринське сільське поселення (2004—2021)

Селтинський район (1929-2021)
1. Валамазьке сільське поселення (2004—2021)
2. Кільмезьке сільське поселення (2004—2021)
3. Колесурське сільське поселення (2004—2021)
4. Копкинське сільське поселення (2004—2021)
5. Новомоньїнське сільське поселення (2004—2021)
6. Селтинське сільське поселення (2004—2021)
7. Сюромошурське сільське поселення (2004—2021)
8. Узинське сільське поселення (2004—2021)
9. Халдинське сільське поселення (2004—2021)

Сюмсинський район (1929-2021)
1. Васькинське сільське поселення (2004—2021)
2. Гуринське сільське поселення (2004—2021)
3. Гуртлудське сільське поселення (2004—2021)
4. Дмитрошурське сільське поселення (2004—2021)
5. Кільмезьке сільське поселення (2004—2021)
6. Мукі-Каксинське сільське поселення (2004—2021)
7. Орловське сільське поселення (2004—2021)
8. Сюмсинське сільське поселення (2004—2021)

Увинський район (1935-2021)
1. Булайське сільське поселення (2004—2021)
2. Жужгеське сільське поселення (2004—2021)
3. Каркалайське сільське поселення (2004—2021)
4. Кийлудське сільське поселення (2004—2021)
5. Красносельське сільське поселення (2004—2021)
6. Кулябінське сільське поселення (2004—2021)
7. Мушковайське сільське поселення (2004—2021)
8. Нилгинське сільське поселення (2004—2021)
9. Новомултанське сільське поселення (2004—2021)
10. Петропавловське сільське поселення (2004—2021)
11. Поршур-Туклинське сільське поселення (2004—2021)
12. Сям-Можгинське сільське поселення (2004—2021)
13. Ува-Туклинське сільське поселення (2004—2021)
14. Увинське сільське поселення (2012—2021)
15. Удугучинське сільське поселення (2004—2021)
16. Чеканське сільське поселення (2004—2021)
17. Чистостемське сільське поселення (2004—2021)

Шарканський район (1929-2021)
1. Бигинське сільське поселення (2004—2021)
2. Бородулинське сільське поселення (2004—2021)
3. Вортчинське сільське поселення (2004—2021)
4. Зарічно-Вішурське сільське поселення (2004—2021)
5. Зюзінське сільське поселення (2004—2021)
6. Карсашурське сільське поселення (2004—2021)
7. Киквинське сільське поселення (2004—2021)
8. Ляльшурське сільське поселення (2004—2021)
9. Мішкинське сільське поселення (2004—2021)
10. Мувирське сільське поселення (2004—2021)
11. Нижньоківарське сільське поселення (2004—2021)
12. Порозовське сільське поселення (2004—2021)
13. Сосновське сільське поселення (2004—2021)
14. Сюрсовайське сільське поселення (2004—2021)
15. Шарканське сільське поселення (2004—2021)

Юкаменський район (1929-2021)
1. Верх-Унинське сільське поселення (2004—2021)
2. Єжовське сільське поселення (2004—2021)
3. Єртемське сільське поселення (2004—2021)
4. Засіковське сільське поселення (2004—2021)
5. Палагайське сільське поселення (2004—2021)
6. Пишкетське сільське поселення (2004—2021)
7. Шамарданівське сільське поселення (2004—2021)
8. Юкаменське сільське поселення (2004—2021)

Якшур-Бодьїнський район (1929-2021)
1. Варавайське сільське поселення (2004—2021)
2. Великоошворцинське сільське поселення (2004—2021)
3. Кекоранське сільське поселення (2004—2021)
4. Лингинське сільське поселення (2004—2021)
5. Мукшинське сільське поселення (2004—2021)
6. Пушкарівське сільське поселення (2004—2021)
7. Селичинське сільське поселення (2004—2021)
8. Старозятцинське сільське поселення (2004—2021)
9. Чорнушинське сільське поселення (2004—2021)
10. Чурівське сільське поселення (2004—2021)
11. Якшур-Бодьїнське сільське поселення (2004—2021)
12. Якшурське сільське поселення (2004—2021)

Ярський район (1929-2021)
1. Бармашурське сільське поселення (2004—2021)
2. Бачумовське сільське поселення (2004—2021)
3. Ворцинське сільське поселення (2004—2021)
4. Дізьмінське сільське поселення (2004—2021)
5. Єловське сільське поселення (2004—2021)
6. Зюїнське сільське поселення (2004—2021)
7. Козаковське сільське поселення (2004—2021)
8. Пудемське сільське поселення (2005—2021)
9. Уканське сільське поселення (2004—2021)
10. Ярське сільське поселення (2010—2021)